# 벤처 (오버워치)
벤처(본명: 슬론 카메론, 영어: Sloane Cameron)는 블리자드 엔터테인먼트사의 2022년 출시 게임 오버워치 2에 등장하는 게임 캐릭터이다.  
벤처의 목소리는 한국어판은 방시우, 영어판은 발레리아 로드리게즈가 담당하였다.  

## 같이 보기
- 오버워치
- 오버워치의 등장인물